# Szulaky (obwód czernihowski)
Szulaky (ukr. Шуляки) – wieś na Ukrainie, w obwodzie czernihowskim, w rejonie czernihowskim, w hromadzie Kozełeć. W 2001 liczyła 209 mieszkańców, wśród których 208 wskazało jako ojczysty język ukraiński, a 1 rosyjski.